# Вазуско језеро
Вазуско језеро (рус. Вазузское водохранилище) вештачко је језеро у европском делу Русије, смештено на граници између Смоленске и Тверске области. Настало је преграђивањем реке Вазузе (десне притоке Волге) 1978. године.

## Физичке карактеристике
Језеро је настало преграђивањем корита реке Вазузе 1978, а брана је постављена на око 3 км узводно од њеног ушћа у Волгу, на територији Зупцовског рејона Тверске области. Брана је дугачка 800 метара, преко ње прелази магистрални друм, а препуст се налази на висини од 24 метра. Површина акумулације је 97 км², а запремина 0,55 км³. Максимална дужина језера од уставе до ушће реке Гжат је 77 км, ширина до 2 км, а просечна дубина је 5 метара (максимално до 30 м). Колебање нивоа воде у језеру је до 10 метара.
Вазуско језеро је заједно са Јауским и Верхњерушим део хидро-мелиоративног Вазуског хидросистема. У језеро се уливају некадашње притоке Вазузе Јауза, Гжат и Осуга.
На подручју Смоленске области залази на територије Сичјовског и Гагаринског рејона. Воде из овог језера користе се за водоснабдевање Москве. Агенција која управља језером налази се у селу Карманово у Гагаринском рејону.